# Большая Липовица (Тамбовская область)
Большая Липовица — село в Тамбовском районе Тамбовской области России. 
Административный центр Большелиповицкого сельсовета.

## География
Расположено в междуречье Большой Липовицы и Сухой Липовицы (сливающихся в реку Липовица), в 22 км к югу от центра Тамбова.

## Известные уроженцы
- Известный Оптинский старец, святой Русской Православной Церкви Амвросий Оптинский.

## История
Село впервые упоминается в документах переписи населения 1745 года, где оно названо деревней Липовицей, что на речке Ближняя Липовица. В документах третьей ревизской сказки 1762 года, деревня названа селом.

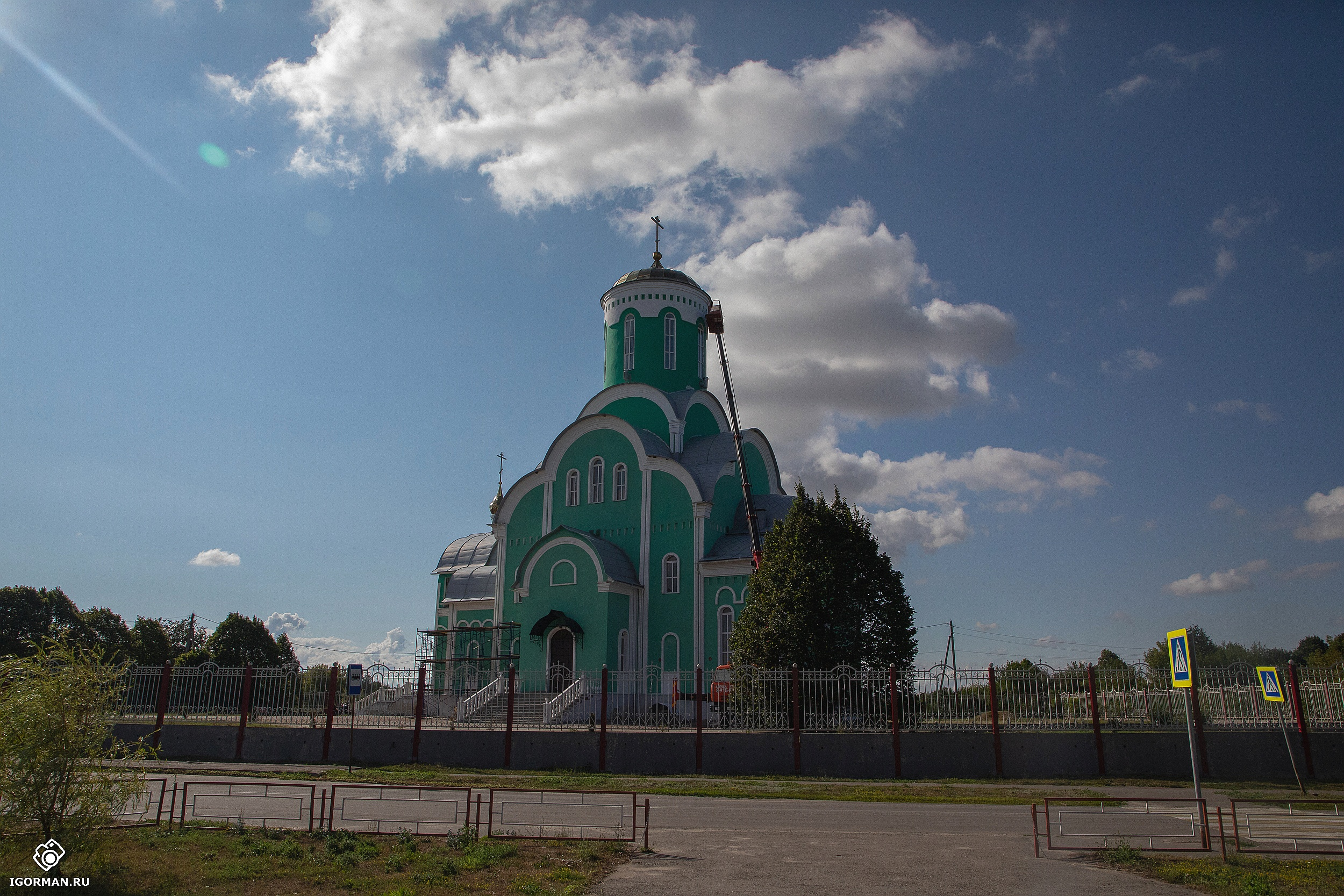
Большая Липовица (Тамбовская область). Церковь Троицы Живоначальной. Июль 2024 г.

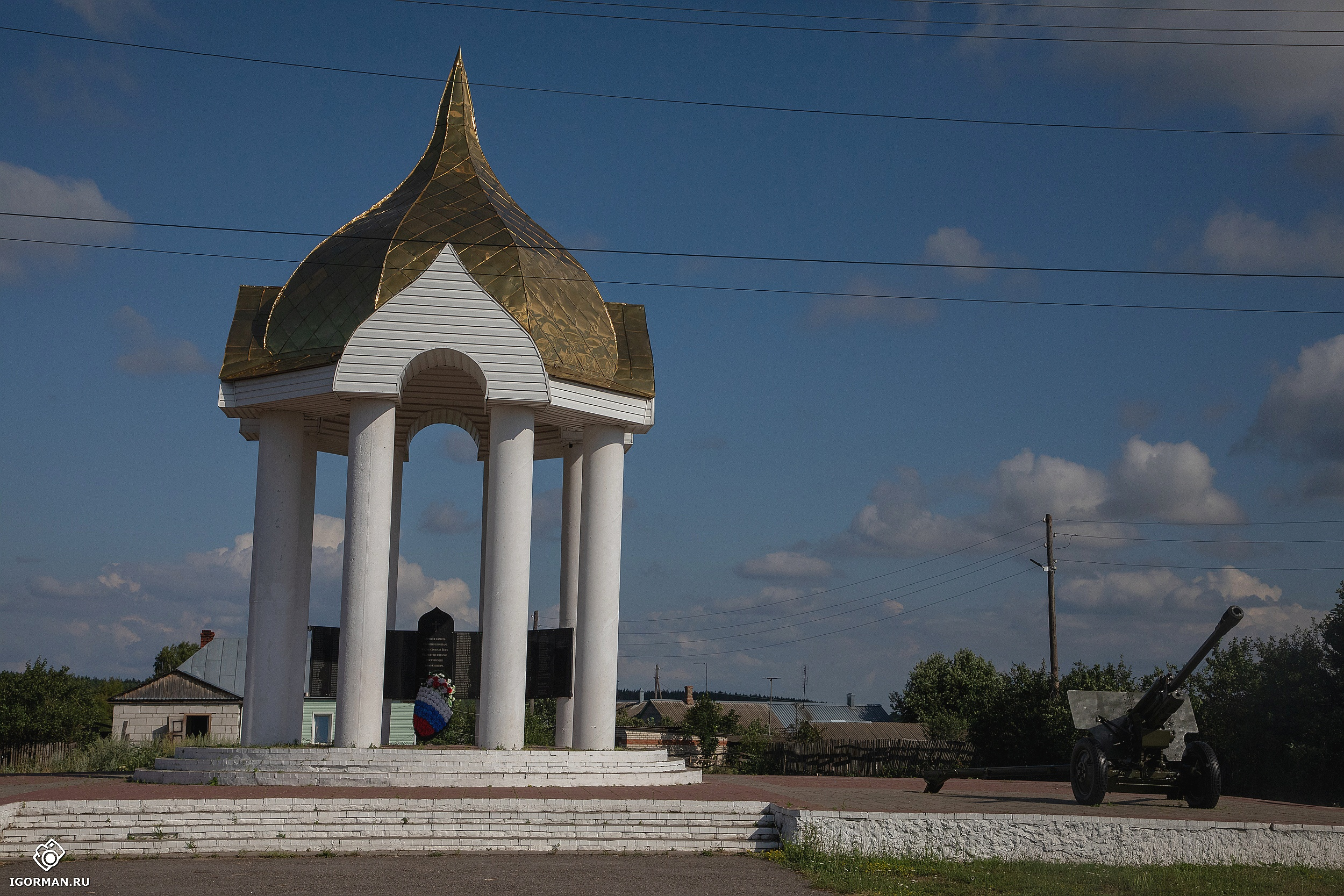
Памятник Воинам, павшим в годы Великой Отечественной войны.

## Население
| 2002 | 2010  |
| ---- | ----- |
| 1175 | ↗1351 |

### Национальный состав
Согласно результатам переписи 2002 года, в национальной структуре населения русские составляли 95 % от жителей.

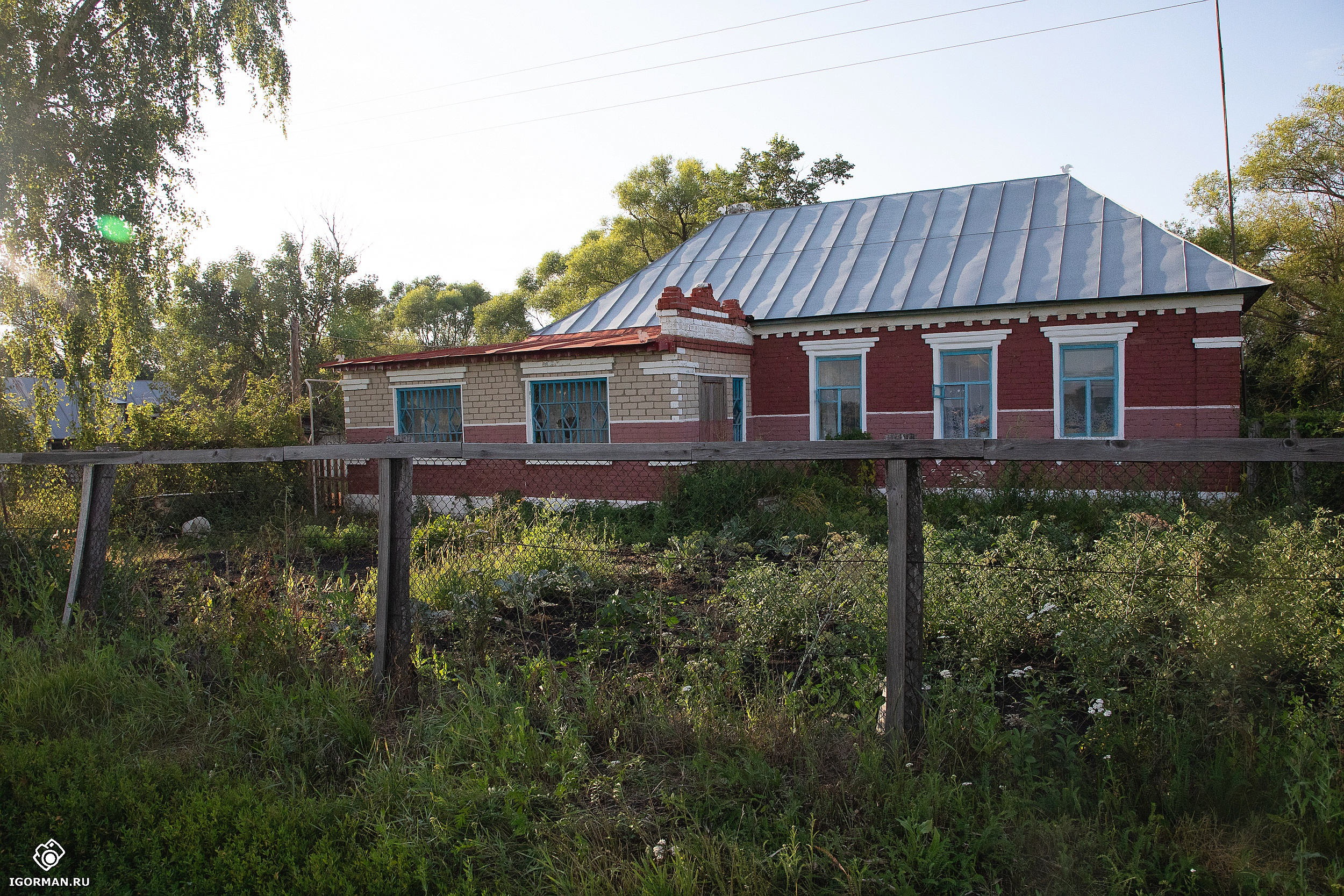
Деревенский дом в селе Большая Липовица (Тамбовская область)

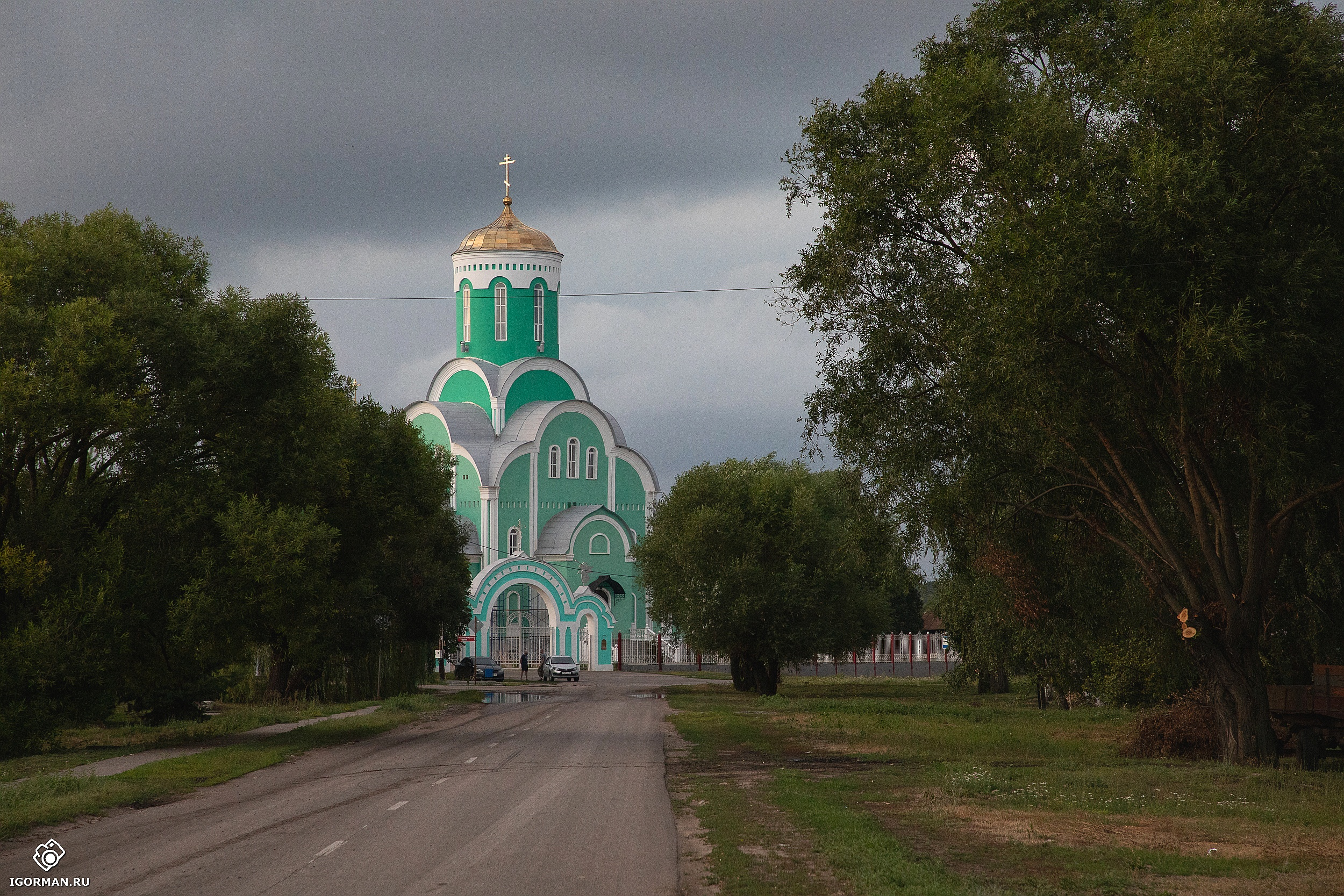
Большая Липовица (Тамбовская область). Церковь Троицы Живоначальной. Июль 2024 г.

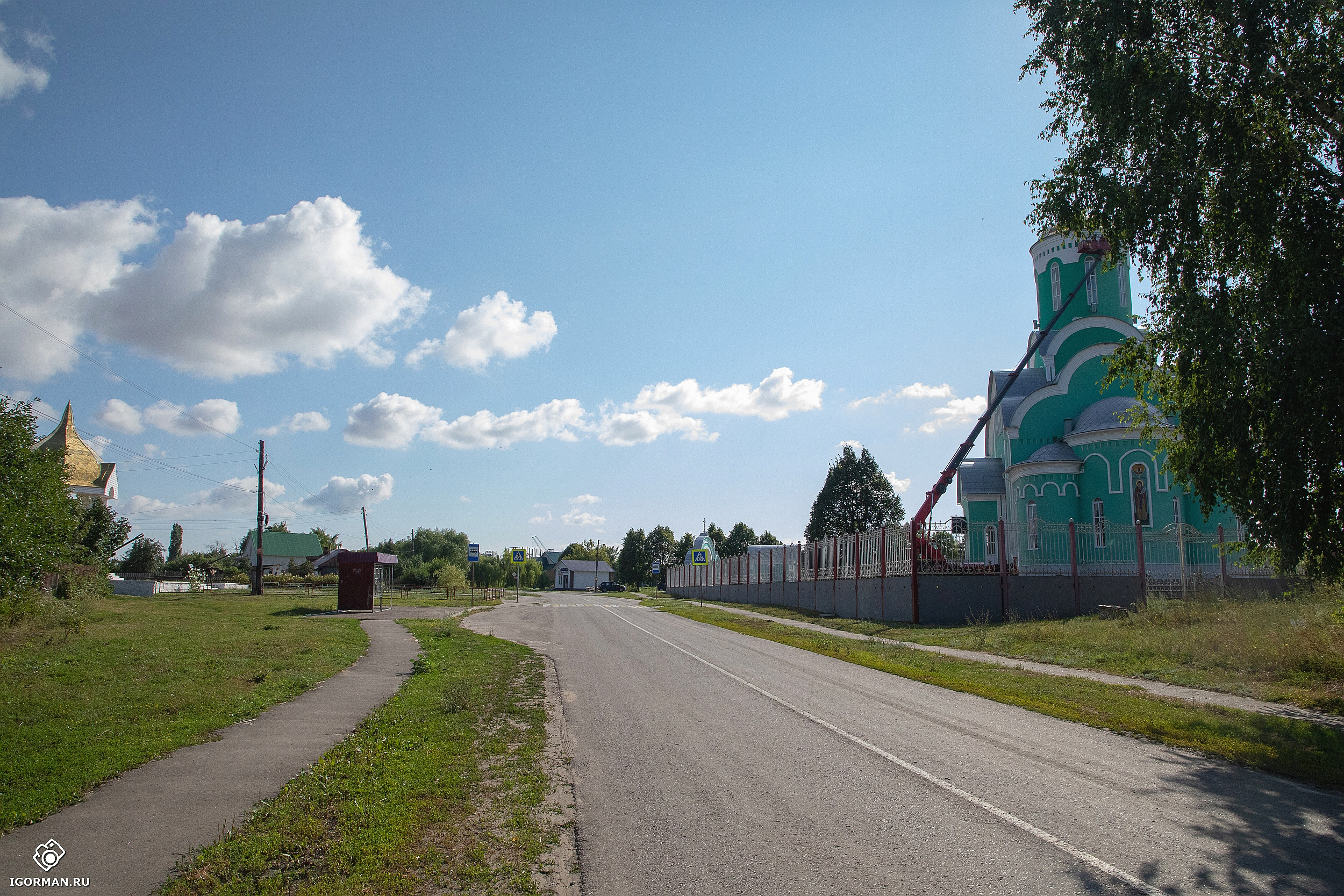
Большая Липовица (Тамбовская область). Улица Советская. Июль 2024 г.